# Chuck Blazer
Pour les articles homonymes, voir Blazer (homonymie).
Charles Gordon Blazer dit Chuck Blazer (New York, 26 avril 1945 – New Jersey, 12 juillet 2017) est un dirigeant sportif américain.
Élu vice-président de la fédération des États-Unis de soccer en 1984, Blazer occupe le poste de secrétaire général de la CONCACAF d'avril 1990 à décembre 2011. Il est membre du comité exécutif de la FIFA entre 1997 et 2013. Arrêté par les autorités fiscales américaines, il accepte de coopérer avec les enquêteurs dans l'affaire de corruption à la FIFA.

## Biographie

### Jeunesse et formation
Chuck Blazer naît dans l'arrondissement new yorkais du Queens. Ses parents tiennent un kiosque à journaux dans le quartier de Rego Park. Il est scolarisé à la Forest Hills High School. Blazer étudie la comptabilité à l'Université de New York, puis intègre la Stern School of Business. Il entame un MBA mais abandonne les études. Au cours des années 1970, il se lance dans la vente d'objets promotionnels. Son jeune fils pratique le soccer dans une équipe du comté de Westchester dont il devient l'entraîneur,.

### Dirigeant sportif
Blazer intègre l'Eastern New York Soccer Association. 
En 1984, il est élu vice-président de la fédération des États-Unis de soccer. Il fait la connaissance du dirigeant sportif trinidadien Jack Warner au sein de la confédération de football d'Amérique du Nord, d'Amérique centrale et des Caraïbes. 
En 1990, ce dernier est élu président de la CONCACAF avec le soutien de Blazer. Warner le nomme secrétaire général de la confédération. Durant cette période, le chiffre d'affaires de la CONCACAF est en forte augmentation et la coupe du monde de football est organisée pour la première fois en Amérique du Nord. Blazer touche une commission de 10 % sur les contrats conclus par la CONCACAF avec les sponsors et les chaînes de télévision. 20 millions de dollars lui sont versés par la confédération entre 1996 et 2011. Il touche l'argent grâce à Sportvertising, une société écran des îles Caïmans,. 
En 1996, Blazer intègre le comité exécutif de la FIFA. Le dirigeant se fait remarquer par son train de vie dispendieux, qu'il détaille sur son blog,.
Le 9 juillet 2015, Blazer a été banni à vie par la FIFA.

### Décès
Deux ans après sa radiation à vie de la FIFA survenue en juillet 2015, Blazer décède le 12 juillet 2017, à l'âge de 72 ans. Il souffrait depuis plusieurs années de graves problèmes de santé, dont un cancer du côlon,.

## Affaires judiciaires
En mai 2011, en réponse aux allégations de corruption formulées par des représentants nationaux participant à une réunion de l'Union caribéenne de football (CFU) le 10 mai, Blazer a lancé une enquête sur le président de l'AFC Mohammed Bin Hammam et le vice-président de la FIFA, Jack Warner. L'enquête a été menée par John P. Collins, ancien procureur fédéral des États-Unis et membre du Comité juridique de la FIFA. Sa soumission a conduit à la suspension par la FIFA, le 29 mai 2011, de Jack Warner et Bin Hammam de toutes les activités de football, en attendant le résultat de l'enquête et des procédures de la FIFA,. Le président par intérim de la CONCACAF, Lisle Austin, a tenté de licencier Chuck Blazer cinq jours plus tard, mais l'action a été bloquée par le comité exécutif de la CONCACAF.
Le 14 août 2011, le journaliste Andrew Jennings a rapporté dans le journal britannique The Independent que le FBI examinait des preuves documentaires révélant des paiements confidentiels liés au football vers des comptes offshore gérés par Chuck Blazer.
En décembre 2011, Chuck Blazer a commencé à travailler sous couverture pour le FBI.
Le 19 avril 2013, Chuck Blazer et Jack Warner ont été accusés de fraude massive au cours de leurs années en tant que dirigeants de la CONCACAF. Un audit médico-légal mené par le Comité d'intégrité de l'organisation a déterminé que les deux hommes avaient fonctionné sans contrat écrit de 1998 jusqu'à leur départ respectif, et que Blazer avait reçu 15 millions de dollars de commissions pour ses services pendant cette période. Une source gouvernementale anonyme s'attendait à ce que l'enquête en cours du FBI sur les finances de Blazer soit considérablement élargie et rejointe par l'IRS. En mai 2013, Blazer a été suspendu pendant 90 jours.
Le 27 mai 2015, plusieurs responsables de la FIFA ont été arrêtés à Zurich, Blazer ayant été un témoin clé dans l'enquête qui a conduit aux arrestations. En échange de sa coopération, Blazer a accepté de plaider coupable à des accusations qui incluent le racket, la fraude électronique, l'évasion fiscale et le blanchiment d'argent. Chuck Blazer est décédé avant d'avoir été condamné. Le retard dans le prononcé de la peine a été causé par la décision de ses coaccusés de se présenter au procès.
Le 3 juin 2015, la transcription d’une procédure de détermination de la peine à huis clos (qui s’est déroulée devant le tribunal de district américain du district Est de New York le 25 novembre 2013) a été rendue publique. Lors de son témoignage en 2013, Blazer a admis avoir conspiré avec d'autres membres du Comité exécutif de la FIFA pour accepter des pots-de-vin en vue de la sélection des pays hôtes des Coupes du monde de 1998 et 2010. 
Le 9 juillet 2015, Blazer a été banni à vie par la FIFA de toute activité liée au football.